# Henrik Frans Alexander von Eggers
Henrik Frans Alexander von Eggers (født 1844 - død 1903), var en dansk baron og botaniker. Han var far til Olga Eggers.
Eggers blev født i Slesvig og var oprindeligt i militæret, hvor han blev kaptajn i 1878. I 1885 tog von Eggers afsked fra militæret for at hellige sig botaniske studier. Han forskede og indsamlede materiale fra Sankt Croix, Sankt Thomas, Water Island og Vieques og udgav bl.a. The Flora of S:te Croix and the Virgin islands (1879).

## Arter opkaldt efter Eggers
- Strumigenys eggersi - Eggers' dacetinmyre
- Agave eggersiana - Sankt Croix plante
- Erythrina eggersii